# Stazione di Treviri Centrale
La stazione di Treviri Centrale (in tedesco Trier Hbf) è la principale stazione ferroviaria della città tedesca di Treviri.